# بويقة متعددة البقع
بويقة متعددة البقع (الاسم العلمي: Boiga multomaculata) (بالإنجليزية: Many-spotted Cat Snake)‏ هي نوع من الزواحف تتبع جنس البويقة من فصيلة الأحناش.